# Antonio Talbot
Pour les articles homonymes, voir Talbot (homonymie).
Antonio Talbot (Saint-Pierre-de-la-Rivière-du-Sud, 29 mai 1900 - Québec, 25 septembre 1980) est un avocat et homme politique québécois. Il a été chef de l'Opposition officielle à l'Assemblée législative du Québec pendant une brève période en 1961.

## Biographie
Originaire de la région de Montmagny, Antonio Talbot fait ses études au séminaire de Québec et à l'Université Laval. Il est admis au Barreau du Québec en 1925 et pratique le droit à Québec et à Chicoutimi. Il est élu bâtonnier du Barreau du Québec en 1945.
Il est élu député à l'Assemblée législative du Québec à la faveur d'une élection partielle dans la circonscription de Chicoutimi, le 25 mai 1938. Il est réélu à 7 reprises sous la bannière de l'Union nationale, jusqu'à son départ de la scène politique en 1965. Talbot est ministre de la Voirie dans les gouvernements de Maurice Duplessis, de Paul Sauvé et d'Antonio Barrette (1944-1960).
Après la démission de Barrette, il est nommé chef intérimaire de l'Union nationale et chef de l'Opposition officielle, un poste qu'il occupe du 11 janvier 1961 au 23 septembre 1961. Il cède son poste à Daniel Johnson (père) lors de sa nomination à la direction du parti.
La construction de la route 175, qui traverse la Réserve faunique des Laurentides, est annoncée par Antonio Talbot dès sa nomination à titre de ministre de la Voirie, en 1944. À l'origine, la route est surnommée « boulevard Talbot » avant de se voir attribuer officiellement ce nom.

## Famille
Il a épousé Geneviève Gagnon le 26 octobre 1949 à la Cité universitaire de Paris. Ils ont eu deux filles, Claudette et Marie.

## Scandale du Gaz naturel
Le quotidien montréalais Le Devoir révéla le 13 juin 1958 un scandale impliquant des ministres, des conseillers législatifs, des fonctionnaires et des financiers. Ces hommes auraient utilisé des informations privilégiées pour spéculer sur les actions de la Corporation du gaz naturel du Québec. Le Devoir parle de profits de 20 millions CAD et d'une plus-value de 4000 %. Joseph-Damase Bégin et Antonio Talbot, respectivement ministres de la Colonisation et de la Voirie au cabinet de Maurice Duplessis, ainsi que Gérald Martineau, conseiller législatif et trésorier pour le parti Union nationale, durent comparaître relativement à 78 chefs d'accusation de fraudes évaluées à 310 000 $. C'était la première fois depuis 1892 que des hommes politiques faisaient face à des poursuites criminelles.
Le 13 mai 1964, la Cour des Sessions de la Paix de la Province de Québec trouva Antonio Talbot coupable sur treize chefs d'accusation d'avoir directement ou indirectement, alors qu'il était fonctionnaire dans le gouvernement de la province de Québec, exigé, accepté ou offert ou convenu d'accepter d'une compagnie pour une autre personne une somme d'argent, en considération d'une collaboration, d'une aide, d'un exercice d'influence ou d'un acte ou omission concernant la conclusion d'affaires avec le gouvernement de la province ou un sujet d'affaires ayant trait audit gouvernement, le tout contrairement aux dispositions des articles 102 et 21 du Code criminel de l'époque. Antonio Talbot déposa une requête pour permission d'en appeler du jugement à la Cour du banc de la reine puis devant la Cour suprême du Canada, mais les deux demandes furent rejetées par ces tribunaux le 15 juillet et le 22 octobre 1965 respectivement.